# Дитискоидные
Дитискоидные (лат. Dytiscoidea) — надсемейство жесткокрылых из подотряда плотоядных жуков.

## Классификация
С надсемейство включают следующие современные семейства:
- Amphizoidae LeConte, 1853
- Aspidytidae Ribera, Beutel, Balke et Vogler, 2002
- Dytiscidae Leach, 1815
- Hygrobiidae Régimbart, 1878
- Noteridae C. G. Thomson, 1860
- Pelobiidae Erichson, 1837

К нему относят и четыре вымерших семейства:
- † Colymbothetidae Ponomarenko, 1993
- † Coptoclavidae Ponomarenko, 1961
- † Liadytidae Ponomarenko, 1977
- † Parahygrobiidae Ponomarenko, 1977

## В фауне России
В фауне России представлены:
- Семейство Noteridae (Нырялки) = 4 вида — А. Г. Кирейчук [2001]
- Семейство Dytiscidae (Плавунцы) = 279 видов — А. Г. Кирейчук [2002]